# Kościół Wniebowzięcia Najświętszej Maryi Panny w Dębnie
Kościół Wniebowzięcia Najświętszej Maryi Panny w Dębnie – rzymskokatolicki kościół znajdujący się w Dębnie, w gminie Nowe Miasto nad Wartą na terenie archidiecezji poznańskiej. Pełni funkcję kościoła parafialnego dla wspólnoty parafialnej pod tym samym wezwaniem.

## Historia budowy

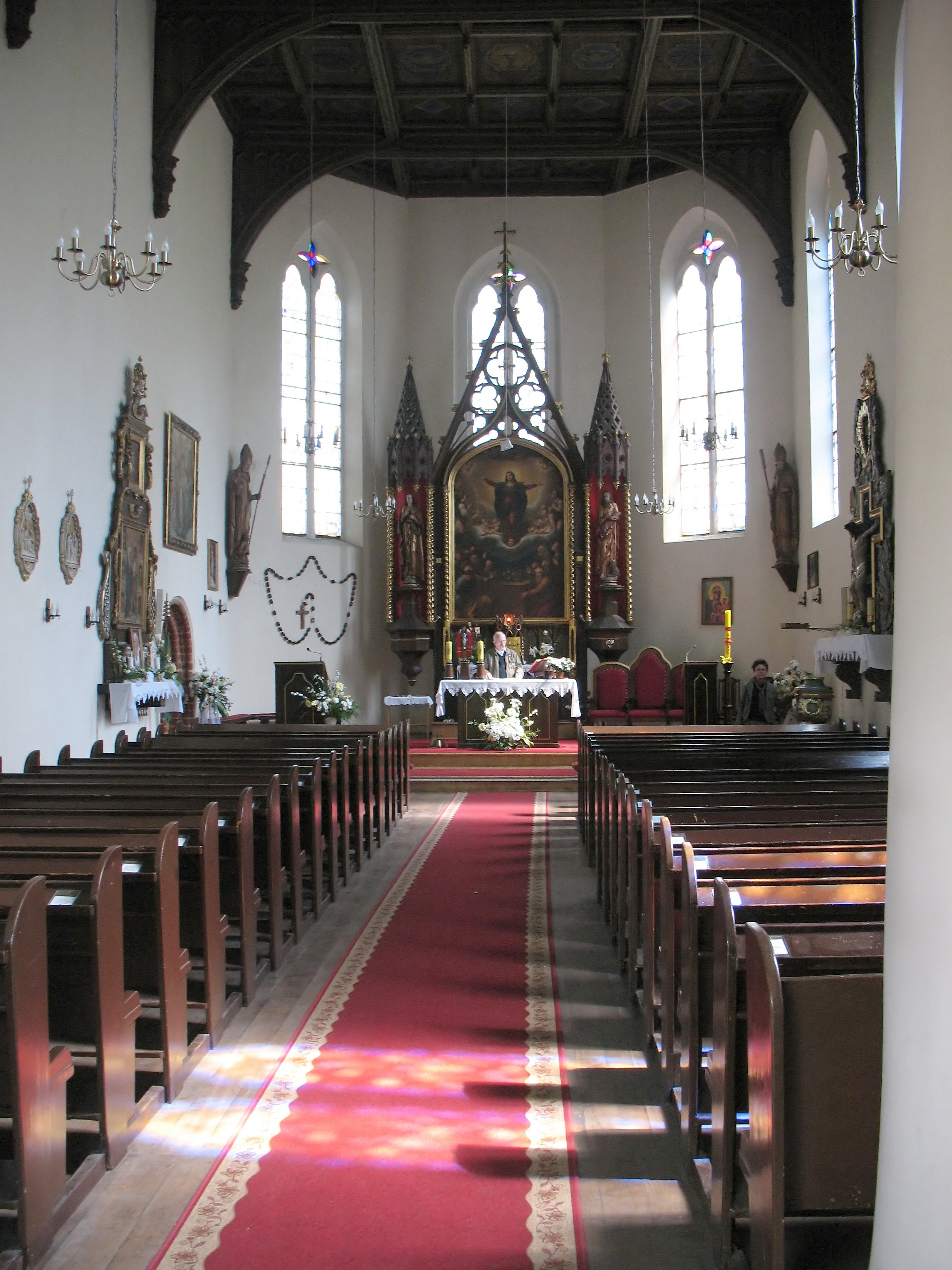
Wnętrze kościoła

Pierwszy kościół w Dębnie został wzniesiony prawdopodobnie w XIII wieku. Była to świątynia drewniana znajdująca się w części miejscowości zwanej Godziębami. Z 1393 roku pochodzi dokument ówczesnego biskupa poznańskiego Dobrogosta nadający przywilej dębieńskiej świątyni.
W 1401 roku Maciej Kot herbu Doliwa otrzymał od biskupa poznańskiego zgodę na budowę nowego kościoła. Prace rozpoczął dopiero jego syn Wincenty Kot z Dębna, prymas Polski. Budowa murowanego kościoła w stylu gotyckim została ukończona po trzech latach. Z 1447 roku pochodzi dokument arcybiskupa gnieźnieńskiego zawierający w treści nadania dla dębieńskiego kościoła. W kościele znajduje się do dziś tablica gotycka z inskrypcją w języku łacińskim o treści: Kościół ten został wybudowany przez Wincentego Kota Arcybiskupa Gnieźnieńskiego i Prymasa roku Pańskiego 1447.